# Astilbe formosa
Astilbe formosa là một loài thực vật có hoa trong họ Saxifragaceae. Loài này được (Nakai) Nakai miêu tả khoa học đầu tiên năm 1922.